# 富勒 (加利福尼亞州)
富勒（英語：Fuller）是位於美國加利福尼亞州因皮里爾縣的一個非建制地區。該地的面積和人口皆未知。

## 地理
富勒的座標為32°51′37″N 115°24′22″W / 32.86028°N 115.40611°W，而該地的平均海拔高度為-21米（即-69英尺）。